# Derék Dudley
A Derék Dudley (Dudley Do-Right) egy 1999-ben bemutatott amerikai filmvígjáték Brendan Fraser, Sarah Jessica Parker, Eric Idle és Alfred Molina főszereplésével. A film az azonos című rajzfilmsorozat alapján készült. A Rotten Tomatoes kritikusai 14%-ra értékelték az alkotást.
Összehasonlításképp a korábbi, Az őserdő hőse c. szintén Brendan Fraserrel készült film több 174 millió dollár bevételt hozott, amely háromszorosa a költségvetésnek. Ezzel szemben a Derék Dudley 70 millió dollárból készült, de a mozipénztárakból összegyűlt összeg a tíz millió dollárt se érte el.

## Cselekmény
|  | Alább a cselekmény részletei következnek! |

Derék Dudley egy nem túl okos, kissé ügyefogyott, de annál elszántabb kanadai lovasrendőr (mountie), aki gyerekkora óta a rend védelmezője akart lenni. Gyerekkori barátja, Snidely Whiplash felnőttként már az ellensége: az ő vágya is valóra vált és híres bűnöző lett. Snidley aranylázat akar kirobbantani az amúgy csendes kis Félboldog-völgyben, hogy az odasereglő aranyásókból meggazdagodjon. Dudley a maga ügyefogyott módján próbálja megállítani a bűnözőt, aminek következtében elveszíti az állását, köszönhetően annak, hogy Snidley átveszi a város irányítását. Dudley az indián törzsfőnökkel szövetkezve – és lova, Ló segítségével – megpróbálja lebuktatni Snidley-t, akinek még Dudley szerelmét, Nellt is sikerül behálóznia. Végül azonban Snidley lelepleződik, börtönbe kerül. Dudley visszakapja az állását és persze visszaszerzi szerelmét is.

## Szereplők
| Szereplő          | Színész              | Magyar hang      |
| ----------------- | -------------------- | ---------------- |
| Derék Dudley      | Brendan Fraser       | Széles Tamás     |
| Nell Fenwick      | Sarah Jessica Parker | Orosz Anna       |
| Snidely Whiplash  | Alfred Molina        | Szacsvay László  |
| Kutató            | Eric Idle            | ?                |
| Fenwick felügyelő | Robert Prosky        | ?                |
| Főnök             | Alex Rocco           | ?                |
| Howard            | Jack Kehler          | Székhelyi József |
| Kenneth           | Don Yesso            | ?                |